# Câmpia Elbei

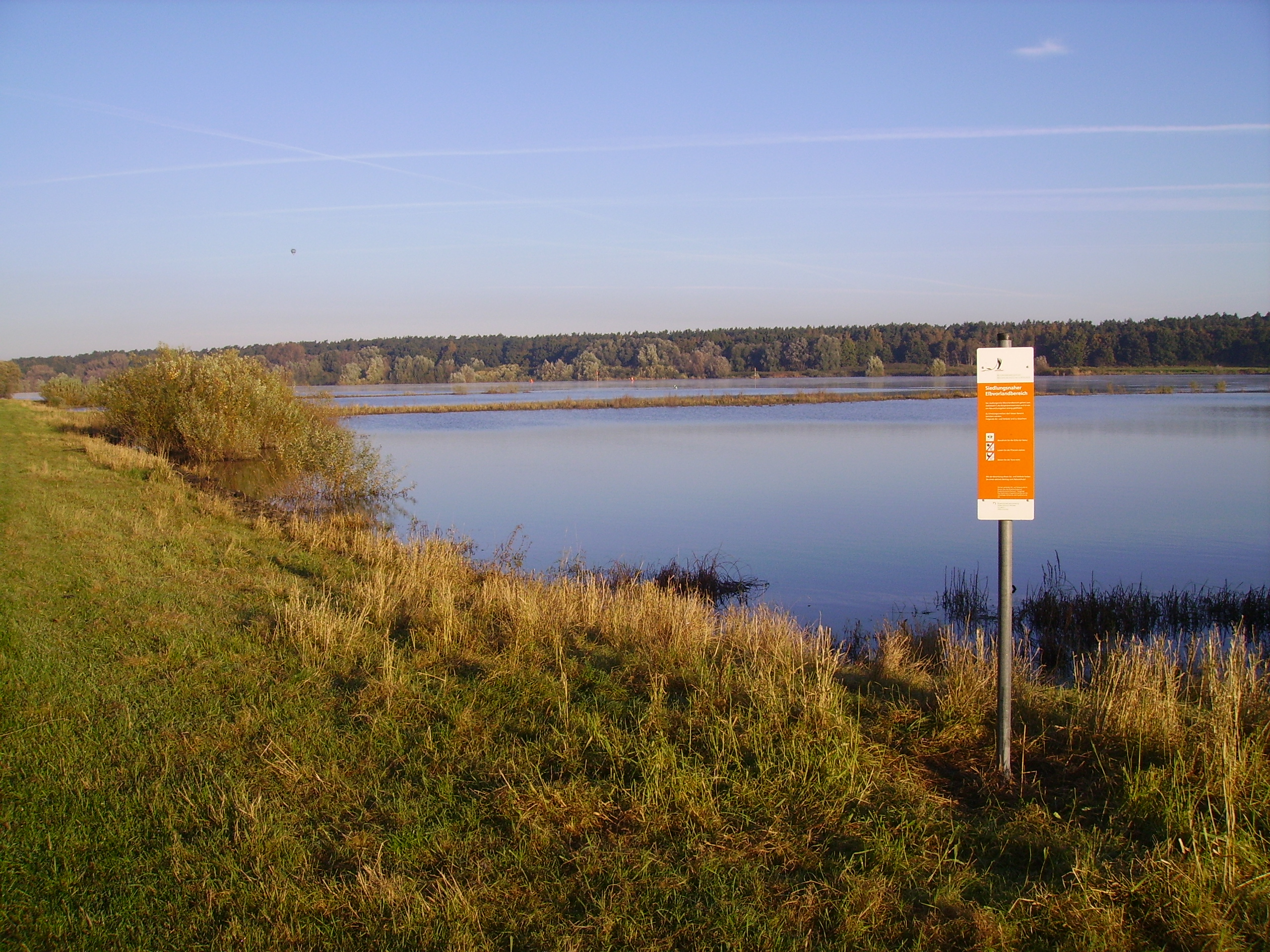
Câmpia Elbei, regiune inundabilă

Câmpia Elbei sau (germană Elbmarschen) este o regiune care se întinde pe cursul inferior și o parte din cursul mijlociu al Elbei, regiune care aparține în parte de Câmpia germană de Nord și este supusă influenței mareelor (flux și reflux). Prin construirea unui baraj la Geesthacht, regiunea de la Geesthacht în sus pe Elba nu mai este afectată de maree, s-au construit de asemenea și o serie de diguri pentru a proteja terenurile agricole de inundații. Câmpia Elbei are un sol foarte roditor prielnic agriculturii caracteristic regiunii fiind culturile mixte, pomicultura, culturile de zarzavaturi și legume, peste tot aici se pot întâlni spații verzi.

## Subîmpărțire
Câmpia Elbei cuprinde regiunile:
- Vierlande, suprafața 77 km² cu ca 17.000 de locuitori ce aparține de Hamburg
- Marschlande ce aparține de Hamburg
- Lüneburger Elbmarsch
- Kehdingen din districtul Stade regiune renumită prin creșterea cailor Hannoveraner
- Haseldorfer Marsch
- Seestermüher Marsch
- Holsteinische Elbmarschen
- Niedersächsischen Elbmarschen

Din anul 1990 s-a semnalat în regiune o creștere a cazurilor de leucemie, o posibilă cauză a îmbolnăvirilor fiind centrala nucleră de la Krümmel, fapt care n-a putut fi însă dovedit.